# Die Dämonen (Doderer)
Die Dämonen. Nach der Chronik des Sektionsrates Geyrenhoff ist ein 1956 erschienener Roman von Heimito von Doderer.

## Entstehung, Stellung im Gesamtwerk
Doderer hat Die Dämonen als sein Hauptwerk angesehen; Umfang und Entstehungsdauer bestätigen diese Einschätzung. Seit Ende 1929 arbeitete Doderer an einem Romanprojekt unter dem Titel Dicke Damen, das nach einigen Jahren in Die Dämonen der Ostmark umbenannt wurde. In seinem Aufnahmeersuchen von 1936 an die Reichsschrifttumskammer beschreibt Doderer sein großes Romanprojekt unter anderem als Darstellung der „zerreißenden Naht“ (zwischen Juden und Nichtjuden), die sich (zu Ende der zwanziger Jahre) durch die Wiener Gesellschaft gezogen habe und die der Autor „schon infolge der Reinheit seines Blutes allüberall spürte“. Doderer vermerkt in besagtem Schreiben, er versuche, „dieses ‚Theatrum Judaicum‘ sozusagen in drei Stockwerken vorzuführen: auf der Ebene des familiären und erotischen Lebens, auf der Ebene der Presse und der Öffentlichkeit und endlich auf der Ebene der Wirtschaft in der Welt der großen Banken“. Wolfgang Fleischer (* 1943), Doderers Biograph und letzter Sekretär, konstatiert hier angesichts der Tatsache, dass Doderer bei der Fertigstellung seines Romanprojekts einen Großteil seines Textes aus den dreißiger Jahren übernehmen konnte, „Das ‚Theatrum Judaicum‘“ sei „nicht eine schandbare ursprüngliche Fassung der ‚Dämonen‘, aus der später alles Anrüchige entfernt wurde“, sondern „entspreche durchaus der heute vorliegenden Fassung“. Circa 1936 ließ Doderer das Projekt wegen konzeptioneller Schwierigkeiten liegen, die er erst nach seiner Abkehr vom Nationalsozialismus und der Hinwendung zum Katholizismus überwinden konnte. Er arbeitete dann zunächst den ausdrücklich als „Rampe“ zum Hauptwerk intendierten Roman Die Strudlhofstiege oder Melzer und die Tiefe der Jahre aus (entstanden v. a. 1946–48, erschienen 1951), bevor 1951–56 Die Dämonen vollendet wurden.
Mit rund 1300 Seiten ist Die Dämonen um ein gutes Drittel umfangreicher als Die Strudlhofstiege.

## Inhalt
Der Roman spielt zwischen dem Herbst 1926 und dem Hochsommer 1927 überwiegend in Wien und dessen näherer Umgebung sowie in der Wiener Sommerfrische (Rax, Semmering), dem Burgenland, Kärnten, München und London. Die Handlung besteht aus Episoden aus dem Leben von Dutzenden von Personen, die miteinander als Verwandte, Bekannte, Freunde, Geliebte, Nachbarn in vielfältiger Verbindung stehen. Als zeitgeschichtlicher Hintergrund werden thematisiert die Freigabe der österreichischen Guthaben in England 1926, die Auseinandersetzungen mit ungarischen Nationalisten um das Burgenland, das erst 1921 an Österreich gekommen war, die Schattendorfer Schießerei vom 30. Januar 1927 sowie als Schlusspunkt, auf den vieles im Buch zuläuft, die Revolte vom 15. Juli 1927 gegen den Freispruch der Täter von Schattendorf, die mit einer Stromabschaltung beginnt und zum Wiener Justizpalastbrand führt.
Vom zeitlichen Rahmen her schließt Die Dämonen somit recht eng an Die Strudlhofstiege an, die überwiegend 1925 spielt. Rund 30 Personen aus der Strudlhofstiege tauchen in den Dämonen wieder auf, und doch handelt es sich um keine Fortsetzung: Beide Romane können unabhängig voneinander oder in beliebiger Reihenfolge gelesen werden. Ganz überwiegend treten Figuren, die im einen Roman eine tragende Rolle gespielt haben, im anderen Roman nur am Rande auf. Ausnahme sind René Stangeler, sehr offensichtlich ein Alter Ego des Autors Doderer, und Mary K., deren Straßenbahnunfall den Fluchtpunkt der Strudlhofstiege bildet und die in einem der ersten Kapitel der Dämonen mit einer Beinprothese zu leben lernt.
Wie der Untertitel sagt, hat der Roman die Form einer Chronik. Wie man bereits im Prolog erfährt, ist diese Chronik erst im Jahr 1955 vom nunmehr sehr alten Sektionsrat von Geyrenhoff redigiert worden. Sie besteht teils aus eigenen Aufzeichnungen Geyrenhoffs – der sich seinerzeit ausdrücklich als „Chronist“ verstanden hatte, bis er sich in dieser selbstgestellten Aufgabe wegen zunehmender eigener Verwicklung als gescheitert ansah – sowie aus Texten, die ihm von anderen Personen zugeliefert worden sind; ausdrücklich genannt werden Schlaggenberg und Stangeler. Abschnitte aus diesen stilistisch unterschiedlichen „Quellen“ folgen einander collageartig ohne explizite Kennzeichnung der jeweiligen „Autoren“; diese zu erraten ist Teil des Lesevergnügens.
Der übergeordnete Handlungsbogen besteht aus Bildung und Zerfall einer losen Clique („die Unsrigen“) von Personen der besseren Gesellschaft, die miteinander Ausflüge unternehmen, ein „Gründungsfest“ feiern, einen Tischtennis-Fünf-Uhr-Tee zelebrieren und einander fast unausgesetzt über den Weg laufen. Unter den Intrigen die ausladendste, sich über das gesamte Buch erstreckende, ist die Geschichte der Charlotte von Schlaggenberg, genannt „Quapp“, einer Person von „habitueller Unwissenheit“, die als ungefähr letzte erfährt, wer ihre Eltern waren und dass sie Erbin eines Millionenvermögens ist, das ihr beinahe unterschlagen worden wäre.
Weitere Handlungsstränge sind zum Beispiel die Entdeckung eines frühneuhochdeutschen Manuskripts über einen abstrusen Hexenprozess durch René Stangeler; dessen schwierige Beziehung zu Grete Siebenschein; der Entwicklungsroman des Arbeiters Leonhard Kakabsa, der sich Latein beibringt und alsbald Zugang zu den höheren Ständen findet; die nach wenigen Wochen geschiedene Ehe des Schriftstellers Kajetan von Schlaggenberg, der sich hinfort der Suche nach einem Idealtypus Dicker Damen widmet.
Daneben finden sich Studien aus dem Huren- und Verbrechermilieu der Brigittenau ebenso wie über die Patronage-Genealogie in einer Zeitungsredaktion. Vor allem aber spiegelt der Roman in feinster Nuancierung die Gepflogenheiten des gesellschaftlichen Umgangs in großbürgerlichen bis aristokratischen Kreisen wider.
Eine weitere Hauptperson ist gewissermaßen Wien: ganze Seiten sind der Schilderung von Stadtlandschaften gewidmet, in Döbling wird der Wechsel der Jahreszeiten intensiv erlebt, und oft wird Straße für Straße dargelegt, auf welchen Trajektorien sich die menschlichen Protagonisten bewegen, Begegnungen dadurch geradezu unvermeidlich herbeiführend.

## Personal (mit Textproben)
Seitenangaben beziehen sich auf die dtv-Ausgabe (wahrscheinlich seitengleich mit Beck 1995). Textzitate kursiv.
- Altschul, Edouard, Bankdirektor. Durch Lasch in Verbindung mit Levielle und Mährischl und der „Allianz“ gebracht (398 ff.).
- Altschul, Rosi, Frau des Bankdirektors, Mitglied der Bridge-Runde im Café am Franz-Josephs-Kai (56).
- Bullogg, Prof., Historiker in Cambridge, Mass., zuvor Balogh (Balogh ist als Variante von Balog (altungar.: „linkshändig“) ein ungarischer Familienname) geheißen und Gymnasial-Professor in Budapest (1106), Schwiegersohn von Mme. Libesny (823), Bruder von Mrs. Garrique.
- Bullogg, Sohn, genannt Bully (1187): der kleine, fette Bub von Professor Bullogg hat von seiner Mutter Deutsch gelernt, beherrscht es perfekt (1123).
- Catona, Dr., Arzt in der Brigittenau, Hausarzt bei Storchs (519).
- Catona, Lily, Tochter des Arztes (517), lernt mit ihrer Schulfreundin Fella Storch.
- Charagiel, Claire Gräfin, geborene Baronesse Neudegg. Ihr Tod Mitte Februar 1927 (688) entbindet die Mitwisser von der Verpflichtung, Charlotte von Schlaggenbergs Abstammung geheim zu halten.
- Cobler, Chefredakteur (331) aus Czernowitz (338).
- Croix, Prinz Alfons (201), 1896 Rittmeister und Escadrons-Kommandant bei den Dragonern in Brandeis (576), von der Einjährig-Freiwilligen-Schule her mit Geyrenhoff bekannt, bewohnt seit kurzem ein dem Familienfideikommiss gehörendes Palais mit großer Bibliothek (841), spielt meisterhaft Klavier (847).
- Csmarits, Mathias, historische Persönlichkeit (1892–1927), mit seinem Neffen Joseph Grössing Opfer der Schattendorfer Schießerei. Einäugiger Kriegsinvalide, Mitglied des Republikanischen Schutzbunds zu Klingenbach im Burgenland (554, 622), Bruder von Frau Kapsreiter (890).
- Diwald, Anna, genannt Didi (325), Freundin der Anny Gräven (614), Ausschenkerin in Freuds Branntweinschänke (910)
- Döblinger, Dr., Pseudonym von Schlaggenberg.
- Draxler, Dr. Beppo, alter Freund von Grete Siebenschein (195), spielt ganz vorzüglich Gitarre (437).
- Drobil, Emma, aus Prag. Da sie englisch, tschechisch und deutsch gleichermaßen zu stenographieren vermochte, die Handelskorrespondenz beherrschte und obendrein eine gescheite und sogar gebildete Person war (beispielsweise: passables Latein!), so zog das Auftauchen ihres hübschen Gesichts bei einer sehr bekannten Transportfirma unweigerlich bald das Angebot einer vorteilhaften Stellung nach sich, ganz zu schweigen davon, dass die Drobila groß und gut gewachsen war und ihr Busen in beträchtlicher Prozession wie ein Herold vor ihr herzog (28). Bald mit Dwight Williams verlobt.
- Dulnik, Direktor einer Papierfabrik (245), Klient von Dr. Trapp (211), heiratet dessen Tochter.
- Ederl, Malermeister, war im ‚Schnapsen‘ Meister. Im Malen hatte er die Meisterprüfung eigentlich nie gemacht (130). Stammgast der Weinmann.
- Eulenfeld, Otto von, im Krieg Rittmeister, sein linkes Knie war im Jahr 1915 zum Teil an der bekannten Straßenkreuzung bei Ypern geblieben. Zuträger für Geyrenhoffs Chronik (10), Deutscher, aus Düsseldorf, in leitender Stellung bei der Wiener Niederlassung von C. C. Wakefield & Co. Ltd. (76), „Big Chief“ einer „troupeau“ genannten Bande (283). Am Ende des Buches explizit Alkoholiker.
- Fiedler, Buchhändler.
- Fiedler, Malva, Tochter und Mitarbeiterin des Buchhändlers (139 f.). Sie war längst ausgelernt und fertig. Sie war siebenundzwanzig Jahre alt. Sie war Jungfrau. Wir erwähnen den letzten Umstand deswegen, weil wir damit den Malva Fiedlerischen Charakter anschneiden: der war im Grund kalt; oft aber von rasch sich wieder legenden Stürmen aufgewirbelt: dann verfinsterte wirklich der Staub die Sonne. In ihrem Innern ging es manchmal zu, wie es vielleicht auf der Oberfläche des Mondes zugehen mag. Die grüne Farbe ihrer Augen lag an der ungenauen Grenze zwischen Eis und Wasser: solchermaßen schaute das Unterfutter des Malva Fiedlerischen Charakters beim Fenster hinaus (155).
- Fitalla, Redaktionsdiener (?,1039).
- Fraunholzer, Robert, Generalkonsul in Belgrad. Seine Affäre mit der verstorbenen Konsulin Grauermann, geborene Etelka von Stangeler, ist aus der „Strudlhofstiege“ bekannt (1253).
- Fraunholzer, Lea, Frau von Robert, geborene Küffer, genannt Mädi (1252 f.).
- Freud, Branntweinschänk, gar nicht weit vom Haus „Zum blauen Einhorn“, im IX. Bezirk, Liechtensteinstraße (614, 908ff.).
- Frigori, Baron, einer der besten Klienten von Dr. Trapp (354 f.). Solche Leute sind in Wien häufig. Behandelt man sie schlecht – aber wirklich ganz schlecht – dann werden sie alsbald ihrerseits ‚traitabel‘ (355).
- Frühwald, Bill, Sohn eines bekannten Wiener Architekten, hervorragender Improvisator leichter Sachen am Klavier, eigentlich ein perfekter Bar-Pianist (77), Verehrer der Lily Catona (1109).
- Gach, Alois, gelernter Huf- und Wagenschmied, Bereiter auf dem Gut des Georg von Ruthmayr, Militärdienst unter dem Rittmeister Prinz Croix (576), im Krieg Wachtmeister (455), hat noch Reiterkämpfe gefochten (581 ff.), jetzt Wagmeister (mit diesem etwas altmodischen Ausdruck bezeichnete er seine Stellung als Marktamts-Kommissär) in Eisenstadt (569).
- Garrique, Mrs., Schwester von Prof. Bullog (1107). Mit einiger Sicherheit für eine Budapester Jüdin zu halten, sehr herzig, dick und klug und lustig (1123).
- Garrique, Monsieur, Franzose mit Henri quatre-Bart, ein Weinhändler aus Bordeaux (1123).
- Garrique, Gaston, ein langer, schlacksiger Lulatsch von sechzehn (1123).
- Garrique, Lilian. Die Garrique-Kinder sprechen kein Deutsch (1123).
- Gebaur, Frau Oberstleutnant, Mutter des Fräulein Agnes (1047).
- Gebaur, Agnes, vertritt Frau Schnabel als Vorzimmerdame von Herzka (677).
- Geiduschek, Gymnasiast (673).
- Geyrenhoff, Dr. jur. Georg von, Sektionsrat a. D., Reserveoffizier, dank ererbtem Vermögen, 1926 freigegeben, frühzeitig aus dem Dienst geschieden, Chronist und Redakteur des Buches.
- Glaser, Minna, jüngere Schwester von Irma Siebenschein und Clarissa Markbreiter, Directrice des Büros eines der vornehmsten Wiener Hotels (90).
- Glenzler, bei der Allianz-Zeitung, ziemlich an der Spitze des einen Patronage-Zweigwerks; der andere „Vater zweiten Grades“ ist Reichel (332).
- Glöckner, Hedwig, Inhaberin einer vielbesuchten Turnschule (232 f.).
- Gräven, Anny, seit ihren 34. Jahr Witwe eines an Suchtkrankheit gestorbenen Zahntechnikers, bezieht ihren Coks im Café Kaunitz (130), fühlte sich zu keiner Arbeit mehr befähigt und ging ordentlich kontrolliert auf die Straße (130); pflegt zu sagen: „Ich hab’ ja nur ein Achtel Hirn“ (142). Der Kriminalpolizei [war] ihre Harmlosigkeit überhaupt bekannt.
- Grauermann, Pista, verwitweter einstmaliger Schwager von Stangeler, aus der „Strudlhofstiege“ bekannt, in Budapest mit Géza von Orkay bekannt (491), aus dem diplomatischen Dienst in die Industrie gegangen (549).
- Grössing, Josef, gerufen Pepi, von Licea (Renata Gürtzner) Krächzi genannt, siebenjähriger Knabe, historische Persönlichkeit (1920–27), zusammen mit seinem Onkel Mathias Csmarits Opfer der Schattendorfer Schießerei[7] (554, 622), lebt in Wien bei Frau Kapsreiter (891 ff.)
- Güllich, Magdalena, ehemalige Geliebte Herzkas (681): Er hätte sie heiraten sollen. Er hätte sie zu seinen Wünschen erzogen (682).
- Gürtzner-Gontard, von, Hofrat, Sektionschef a. D. (478 ff.), ein sazerdotaler Typ (482), Sohn eines in die Türkei desertierten und dort zum Bey aufgestiegenen Offiziers.
- Gürtzner-Gontard, Dr. med. Franz von, Sohn des Hofrats, (Schwipp-)Schwager von Prof. Bullogg (1107), ein Arzt, aus Chappaqua, U.S.A., das liegt im Staate New York (1121). Ein leicht grantelnder Wiener (1122).
- Gürtzner-Gontard, Melanie von, Frau des Hofrats (1242 f.).
- Gürtzner-Gontard, Price von, Frau des Dr. Franz, Tochter der Mrs. Libesny, Schwester der Frau Professor Bullogg (1123).
- Gürtzner-Gontard, Renata von, unter ihren Kameraden nur Licea genannt (889), ein Mädchen von etwa sechzehn Jahren, jüngstes Kind des Hofrats (497), ohne Namensnennung schon in einer Schlüsselszene zu Beginn des Romans aufgetreten: Das Mädchen auf dem Hügelkamme, auf Ski „die Unsrigen“ durchschneidend (663).
- Gyurkicz von Faddy und Hátfaludy (281), Imre von, Ungar von zweifelhaftem Adel (229 f., 919). Den Namen hätte er, richtig ungarisch, eigentlich mit einer anderen Endung schreiben müssen (230) – aber er war wirklich kein Hochstapler, kein kluger, listiger Täuscher (928). Karikaturist für die „Allianz“, Maler (626 ff.). Agent provocateur im Burgenland (634, 913)? Nein, als Imre am Vorabend des 30. Januar nach Schattendorf gekommen war, belastete ihn nicht der geringste Auftrag (933).
- Haupt, Asta, geborene Stangeler, aus der „Strudlhofstiege“ bekannt, hier nur ein sehr kurzer Auftritt (50).
- Herzka, Jan, Kaufmann, seine Mutter war eine Baronesse Neudegg gewesen (436), zeigt tiefdringendes Interesse für die Kulturgeschichte, namentlich die Hexenprozesse des sechzehnten und siebzehnten Jahrhunderts (442), und erbt bald (678) darauf Schloss Neudegg, wo sich, fast schon erwartungsgemäß, ganz planmäßig und platt, ein Manuskript über einen Hexenprozess findet (727).
- Hirschkron, Buchbindermeister, Stammgast der Weinmann (134), stellte, wohl ohne das zu wissen, innerhalb der hier vorkommenden gemischten Gesamt-Fauna eine absolut höhere Klasse dar (134), zählt zu seinen Kunden Schlaggenberg (609 f.).
- Holder, Feuilleton-Redakteur bei einem Allianz-Blatt (243, 290, 331).
- Höpfner, Robert (232), Reklame-Dichter (385).
- Jirasek, Schneidermeister, alle vier Wochen zu Gast bei der Weinmann, pflegt dann mehrere fremde Männer und Frauen mit in seine Wohnung zu nehmen (137).
- K., Beatrix, genannt Trix, Tochter von Mary. Sie hatte niemals gewünscht, ein Gymnasium zu besuchen, um später zu studieren. Auf frühe Unabhängigkeit bedacht, wählte sie eine solide kaufmännische Ausbildung (519). Badezimmerszene mit Fella Storch (506 f.).
- K., Hubert, Bruder von Trix, angehender Obergymnasiast (503). Ein Hinterkopf, sozusagen, war nicht vorhanden (503), stellt Fella Storch beim Stelldichein in Nussdorf bloß (532 f.).
- K., Mary, seit Februar 1924 Witwe, hat am 21. September 1925 in einem Straßenbahnunfall ein Bein verloren. Wohnt, ebenso wie die Familien Siebenschein und Storch, im Alsergrund, Althanplatz 6 (heute Julius-Tandler-Platz), gegenüber dem Franz-Josephs-Bahnhof.
- Kakabsa, Anna, Stubenmädchen von Frau Libesny (29).
- Kakabsa, Leonhard, Bruder von Anna und Ludmilla, früher Matrose auf einem Donauschlepper (524), Arbeiter in einer Gurtweberei (29). Große Exposition S. 116 ff. Bauch-Aufschwung in die deutsche Grammatik (161).
- Kakabsa, Ludmilla, genannt Mila, bedienstet „in einem vornehmen Hause“ (29), nämlich bei Frau Ruthmayr.
- Kapsreiter, Anna, seit geraumer Zeit verwitwet, Schwester von Csmarits, Tante von Pepi Grössing, bewohnt das Haus „Zum blauen Einhorn“ (890 ff.), befreundet mit Renata Gürtzner und Sylvia Priglinger.
- Kienbauer, Franziska, Sekretärin, die zugleich Maitresse des Chefredakteurs Cobler war (331).
- Konterhonz, Laura bildete das, nächst seiner Ehe, zweifellos dunkelste Kapitel in Kajetans Vergangenheit (294 f.). Wenn nämlich im alten Österreich einer über dreißig Jahre das Kommißbrot in Ehren gefressen hatte, dann durfte er um den erblichen Adel einkommen. Beides hatte der Generalmajor, Lauras Vater, getan. Sie hieß demnach: von Konterhonz. Ich schreibe es nie, weil es so grauslich klingt (415).
- Köppel, Oberbuchhalter und Prokurist von Herzka (680).
- Körger, Dr. Kurt, Neffe von Geyrenhoff, frisch zugezogen, 27-jährig (278). Sein Vater war einer der reichsten Männer Österreichs, Amateur-Architekt (279).
- Krautwurst, Dr. jur. Philemon, Notar (678). Der Doktor Krautwurst war eine glattrasierte, bebrillte, kluge, ausführliche Katastrophe bei größtem Behagen seinerseits (683)
- Kries, Lily, geborene Markbreiter, Tochter von Clarissa, somit Cousine von Grete, aber mit 23 Jahren schon verheiratet und somit zur Teilnahme am Familienrat berechtigt (95 f.).
- Küffer, Besitzer der gleichnamigen Bierbrauereien in Döbling. Die jüngste Generation mit den Kindern von Mary K. befreundet (1238 ff.).
- Lach, Escadronstrompeter, Zeuge des Testaments Ruthmayrs (835).
- Langingen, Graf, in Eulenfelds troupeau (76), genannt Mucki (490 f.), Antiquitätenjäger, vom Militär- und Verwaltungsdienst her mit Geyrenhoff bekannt (841).
- Lasch, Cornel, Titis Gatte (190 ff.), dank Levielles Bruder im Ersten Weltkrieg durch die Maschen des Militärgesetzes geschlüpft, vom Einjährig-Freiwilligen zum Herrn Landsturmleutnant [...], der am Ende in leitender Stellung bei einer jener staatlichen Zentralen sich befand, die vom Kriegsministerium aus die Verteilung der Rohstoffe und Aufträge an die wichtigsten Kriegs-Industrien besorgten. Man kann sich leicht vorstellen, daß für unseren Lasch hier allerhand zu machen war. Und er machte (193). Er pflegte, außerhalb der Geschäfte und der Familie, durchaus nur über wissenschaftliche, philosophische oder künstlerische Fragen sich zu unterhalten, jedem anderen ihm näherliegenden Gegenstande aber wich er in der gesellschaftlichen Konversation stets bescheiden aus (440). Um ihn lagen Welt, Leben und Gesellschaft zweifellos wie ein an den Rand gedrängter Ringwulst, und was inmitten sich befand, das war eine Fülle von Relativierungen. Im Zentrum aber saß das gesunde und allezeit erektionsfähige Organ für den Profit. Mit Lasch konnte man reden (971).
- Lasch, Edith, genannt Titi, geborene Siebenschein, Schwester von Grete, war dünn wie ein Span, hatte also, nach den modischen Begriffen, eine herrliche Gestalt; und gerade damals, als sich die Geschehnisse abspielten, von welchen wir hier berichten, stand diese Anschauungsweise über Frauenschönheit auf ihrem Höhepunkte und war allgemein in Kraft (190). Führendes Mitglied in Eulenfelds Troupeau (464).
- Leucht, Oskar, genannt Oki, einen totschlächtigen Kerl mit Negerlippen (77, 502), ein Schlagtot von einem Meter und fünfundachtzig (131, 502), Geliebter der Dolly Storch, gelegentlicher Gast im Etablissement der Weinmann (131).
- Levielle, Kammerrat, wohnhaft sowohl in Wien als auch in Paris, eine seltsame und unerforschliche Mischung zwischen Getreidehändler mit diplomatischer Mission und Diplomat mit cerealen Neben-Reisezielen (104), verwitwet, hat zwei Söhne in guten Stellungen bei der Devisenzentrale (105). Mit seiner Gruppe Mehrheitsaktionär der Allianz – Allgemeine Zeitungs A. G. (290). Testamentsvollstrecker (392) von Ruthmayr und Vermögensverwalter seiner Witwe. Die Figur ist angeblich Rudolf Sieghart nachempfunden; der Familienname Levielle soll auf den jüdischen Namen Levi verweisen.[8]
- Levielle, Bruder des Kammerrats, im Weltkrieg Generalstabsarzt (193). Die Brüder Levielle waren wirklich identisch in der vornehm-ordinären Grundidee ihres Wesens (195).
- Libesny, stammt aus Wien, lebt in London, hat zwei in Amerika verheiratete Töchter (823).
- Likarz (644 f., 673).
- Mährischl, Martha (266), durch Rosi Altschul in den Kreis der Bridge-Damen eingeführt (274).
- Mährischl, Dr., Gatte der Martha, trug, wie mir auffiel, um das Handgelenk ein Armband aus dünner Goldkette (359). Scheint vertraut mit Levielle, ist aber niemals dessen Rechtsanwalt gewesen (400).
- Malik, Rosi, ‚Dichterin‘, Autorin eines Stücks „Kapitän Strichpunkt oder wie der Schmarrn heißt“ (382). Eine galizianische Megäre (1246).
- Markbreiter, Clarissa, Schwester von Irma Siebenschein und Minna Glaser, frequentiert die Bridge-Stube (68).
- Markbreiter, Siegfried
- Mayrinker, Josef, Vorstand einer Bezirksfiliale der Österreichischen Creditanstalt, Wohnungsnachfolger der Frau Kapsreiter im Haus „Zum blauen Einhorn“, interessierte sich ausschließlich für Drachen und Lindwürmer (1180 ff.).
- Mayrinker, Frau von Josef, kocht zwanghaft ein, obwohl man ja meistens Marmeladen ißt, die vier bis fünf Jahre alt sind (1281).
- Meisgeier, zunächst ohne Namensnennung beschrieben: wie ein nackthalsiger Geier, mit einer riesigen Hakennase [...] ein ungeheuer scheußliches und darüber hinaus noch in schwer zu deutender Weise geradezu furchtbares Gesicht (43/44). Genannt ‚Geierschnabel‘. Die ‚Galerie‘ wagte es weitaus nicht, ihn zu grüßen (595).
- Mörbischer, Kastellan auf Schloss Neudegg (710), orgelt (737).
- Moser, Bürodiener Herzkas, der konnte merkwürdigerweise auch sehr gut französisch (683).
- Neuberg, Dr., Historiker, teilt Büro mit Stangeler.
- Neudegg, Achaz von, Vater der Charagiel, Cousin der Mutter von Herzka (683 ff.), Schlossherr mit der besten Hahnenjagd in Kärnten, hat damals dermaßen gesponnen, daß er mit einer uralten Armbrust auf den Hahn gegangen ist (844).
- Oplatek, offensichtlich Statthalter von Levielle bei der „Allianz“-Zeitung (331).
- Orkay, Géza von, ungarischer Diplomat, Attaché in Wien (278).
- Pawliček, Hausmeisterin der Hertha Plankl (612, 617).
- Pinter, Alois, genannt Pinta, Kroate, Schwager von Nikolaus Zsarda, Weinbauer in Stinkenbrunn (543 f.). Niki Zdarsa erklärte den Pinta glatt für einen Faschisten (559).
- Pinta, Rosalia, Frau von Alois, Tochter des alten Zdarsa (552).
- Plankl, Hertha, Berufsgenossin der Anny Gräven, ein dickliches blondes Mädchen von unglaublich geringer Intelligenz – übrigens eine Burgenländerin – unterhielt bestimmte Beziehungen zur ‚Galerie‘, wie man in Wien die berufsmäßigen Leichtverbrecher nennt ... Hertha war ihrer Dummheit wegen in Gebrauch genommen worden, um Pakete aufzubewahren. Sie nahm dafür keinerlei Entgelt (594).
- Preschitz, Thomas, historische Persönlichkeit, Bezirksleiter des Republikanischen Schutzbundes und Leiter der Ortsgruppe Baumgarten, Teilnehmer der sozialdemokratischen Versammlung in Schattendorf,[9] erwähnt als imponierender Redner (551,555).
- Priglinger, Sylvia, genannt der Falke, vertraute Freundin von Renata Gürtzner (890f.)
- Protopapadakis, genannt Herr Prokop, professioneller Falschspieler (1034,1038).
- Riedener, Dipl.-Ing., Gast im Café Alhambra (1042).
- Rosen, Thea, Witwe, aber sie übertreibt das, sie macht aus ihrer Witwenschaft einen Beruf (93).
- Rottauscher, Hehler (1043).
- Rucktäschl, Schriftsetzer bei der „Allianz“, Gast im Café Alhambra (1039).
- Rugley, Miß, ehemals Gouvernante der Charlotte von Schlaggenberg (165).
- Ruthmayr, Friederike von, Witwe des 1914 gefallenen Rittmeisters Georg v. R., Erbin eines Millionenvermögens, bewohnt ein Palais auf der Wieden, mit Auto, Chauffeur und Hausdiener (der natürlich Johann heißt, 148), liebt die Oper, liest Benedetto Croce (115). Große Exposition S. 103 ff.
- Santenigg (644 f., 673).
- Schedik, Medizinalrat, Vater von Camy.
- Schindelka, Josef, Diener des Prinzen Croix, Pepi-Vater (1216).
- Schlaggenberg, Frau von, seit 1924 Witwe, Mutter von Charlotte und Kajetan. Gemeinsam mit ihren Kindern Erbin eines nach dem Zusammenbruch der Holzbank (391) schwer belasteten Guts in der Südsteiermark (63).
- Schlaggenberg, Camilla von, genannt Camy, geborene Schedik. Stellt die Verbindung zwischen Geyrenhoff und Siebenscheins her (225). Zieht nach ihrer Scheidung nach England (226), London, Battersea, Albertstraße (832).
- Schlaggenberg, Charlotte von, genannte „Quapp“, am Ende nicht einmal Halbschwester von Kajetan, quält sich mit einem Geigenstudium. Exposition S. 164 ff.
- Schlaggenberg, Kajetan von, Chronist (10). Romancier, veröffentlicht unter dem Namen Dr. Döblinger (152), Gelegenheitskunde der Gräven (600 ff.).
- Schnabel, Christine, Vorzimmerdame von Herzka, kurz vor ihrem 60. Geburtstag wenigstens vorläufig als Filialleiterin nach Graz entsandt (677).
- Schoschi, Wirtin des Café Kaunitz, sie hätte jedermann ohne weiteres auf den ersten Blick für eine Puffmutter gehalten; tatsächlich aber war sie Witwe eines Arztes aus Troppau (128), handelt mit einem weißen Pulver (129), eine Art Kanalschnecke, jedoch unzertretbar (130).
- Scolander, Kyrill, Schriftsteller und Orakel, Lehrer von Schlaggenberg (1159 ff.).
- Sevczik (547), ungarisch Szefcsik (629), Hauptmann, Ungar, ein gemütlicher Henker, Organ des späteren Reichsverwesers Horthy (547).
- Siebenschein, Dr. jur. Ferry, Vater von Grete. Wohnt im selben Haus wie Mary K., ein Stock tiefer (39). Rechtsanwalt, ein fetter aber dabei bleicher Mann mit einem großen, schwammigen Gesicht, der die Last seines Berufes noch durch eine beinahe zu weit gehende Redlichkeit vermehrte (183). Recht tüchtiger Flötenspieler (429).
- Siebenschein, Grete, Braut von Stangeler.
- Siebenschein, Irma, Mutter von Grete, unregelmäßige Teilnehmerin der Bridge-Runde im Café am Franz-Josephs-Kai (57), fertige Klaviervirtuosin, liest mit besonderer Vorliebe den Fritz Reuter im plattdeutschen Original (58), glaubt jährlich, zweitausenddreihundertachtundfünzig Krankheiten zu haben (183).
- Slobedeff, Prof. Alexandr Alexandrowitsch, genannt Sascha, verstorben, hatte dem Achaz von Neudegg über Herzka berichtet (685), Tondichter (737), Organist, zuletzt in Brüssel (719).
- Stangeler, Dr. phil. René von, aus „Die Strudlhofstiege“ bekannt, war Fähnrich bei den Dragonern, Kriegsgefangenschaft in Sibirien, 500 km zu Fuß geflohen, Studium der Geschichte, Chronist (10).
- Steuermann, Selma, Zuträgerin Geyrenhoffs (10), schön, Mitglied der Bridge-Runde im Café am Franz-Josephs-Kai (57), Witwe (93) eines Kommerzialrats (101), studiert Kontaktanzeigen (265).
- Storch, Prof. Dr. med. Oskar, Anatom, Direktor eines Universitäts-Instituts (499). Wohnt im selben Stockwerke wie Siebenscheins (131) und somit ein Stockwerk unter Mary K. Es hat ein mäßiger Verkehr mit Siebenscheins bestanden (500).
- Storch, Käthe, Frau des Professors, leidend, sieht man selten (501, 508 ff.).
- Storch, Dolly, ältere Tochter des Anatomieprofessors, ein sehr schönes, wenn auch etwas gar dickliches Mädchen.
- Storch, Felicitas, genannt Fella, jüngere Schwester von Dolly (499).
- Tlopatsch, Hofrat, Schulkamerad des Dr. Ferry Siebenschein. Ganz Wien kannte den kleinen, runden, stets übermäßig verbindlichen Tschechen, ganz Wien nämlich, soweit es Musik trieb (427).
- Trapp, Dr., Rechtsanwalt, Hauseigentümer (207).
- Trapp, Frau des Rechtsanwalts, zerlassener Edamer Käse [...] Derartige Gehirne sind ja, wie sattsam bekannt, noch viel unerforschlicher und geheimnisvoller als der gewaltigste Genius (354).
- Trapp, Angelika, Tochter des Rechtsanwalts, verlobt mit Dr. Neuberg (207).
- Trembloner, Dr., Wirtschaftsredakteur der „Allianz“, abhängig von Oplatek (331).
- Wangstein, hochgestellt bei der „Allianz“ (923).
- Waschler, Hausmeister im Haus der Gürtzner-Gontard (1276).
- Weilguny, junger Karikaturist, Konkurrent von Gyurkicz (644, 923).
- Weinmann, Risa, ehemals Wirtin des Café Kaunitz, hält jetzt weit draußen in der Vorstadt ein Café mit nur drei Fenstern Front; pünktlich zur Polizeistunde senkten sich die Rolladen, alles war dicht, und man ließ sich drinnen nicht stören. Wie Mephisto konnte Frau Risa sagen, sie wisse mit der Polizei sich trefflich abzufinden; und mit allen anderen Gewalten des Lebens überhaupt, angefangen vom Hausmeister (127). Das Café ist in Ottakring (131).
- Wiesinger, Fräulein, Pianistin, war jedoch nicht dumm, nur ganz und gar verschroben, unheilbar aber erst durch den Umstand geworden, daß sie einmal einem Psychoanalytiker in die Hände geraten war, noch dazu als Halbwüchsige, und obendrein: der Mann war imstande gewesen, ihr wirklich zu helfen. Hierdurch also war sie unheilbar geworden, denn sie hielt nun für alles in der Welt, was immer ihr an Mitmenschen auffiel, einen gutpassenden Schlüssel (432).
- Williams, Dwight, PhD (27), aus Buffalo, Insektenforscher, hat bei Madame Libesny in London gewohnt.
- Wolf, Lea, Gattin eines Arztes, Mitglied der Bridge-Runde im Café am Franz-Josephs-Kai (56).
- Xidakis, genannt Herr Kaki, Kollege von Protopapadakis (1039).
- Zdarsa, Vater von Nikolaus, Schwiegervater von Alois Pinter, Weinbauer in Stinkenbrunn (544), Besitz auch in Mörbisch (545), Teilnahme an Arbeiterversammlung trotz geradezu lächerlicher Unkenntnis der Ziele der sozialistischen Bewegung (551).
- Zdarsa, Elly, jüngere Schwester von Pintas Frau Rosalia, somit auch Schwester von Nikolaus (550), saugnapfartige Kontakte mit Leonhard (553).
- Zdarsa, Nikolaus, Kollege von Kakabsa (516), ledig, hat auf Raten gekauftes Motorrad, mit dem die Verwandten in Stinkenbrunn besucht werden (540).
- Zeitler, Karl, aus der „Strudlhofstiege“ bekannt, Polizist (987) im Kommissariat Brigittenau (1115), bester Freund des Kakabsa (1309).
- Zilcher, Anna, Frau von Karl (150).
- Zilcher, Karl, aus der „Strudlhofstiege“ bekannt, Kollege von Kakabsa (147, 516).
- Zurek, Schüler von Rottauscher (1043 f.).
- Zwicklitzer, Gymnasiast (673).
- NN, Anita (?, 1035), Freundin von Anny Gräven.
- NN, Maruschka, Bedienung Geyrenhoffs.
- NN, Graf, Ungar, Auftritt zusammen mit Sevczik (546 ff.), über Oberstleutnant Hiltl in Kontakt mit Eulenfeld und Schlaggenberg (549), erklärt Gyurkicz für zweideutig.

## Weitere Textproben
Die Jugend begeht mitunter den Fehler, in den glatten, geölten Ablauf der Phrasen einzugreifen, weil sie es noch immer für wichtiger hält zu widersprechen, als darauf zu sehen, daß äußerlich alles hübsch klappere, damit man innerlich ungestört bleibe, was das eigentlich Wichtige ist (105).
In einer ‚rassenreinen‘ Gesellschaft wird jeder Simpel und Brutalist, der nicht vorwärtsgekommen ist, mindestens einen ‚Arier‘ vorstellen; die gleiche Auszeichnung kann, bei anders gerichtetem ‚Idealismus‘, darin liegen, für einen Prolet-arier zu gelten. Dort eine vermeintliche Gemeinsamkeit der Rasse, hier eine der Klasse, es ist gehupft wie gesprungen. Klassen können ja zu Rassen werden, und umgekehrt. Das war schon da. Hier in Wien ist aus einem reinen Berufsstand sogar eine Art Rasse geworden: die der Hausmeister. Das weiß jeder Wiener. In Paris ist das ähnlich. (487 f.)
Es gibt Menschen, die, gesetzt den Fall, sie wären, trotz vielfältigster Angelegenheiten, einmal ohne jede Verhinderung pünktlich zu sein, sogleich irgendeine Ablenkung davon zu finden wissen, welche sich dann zur Abhaltung, ja zum unübersteiglichen Hindernis auswächst. Es scheint, daß die notorische Unpünktlichkeit eine echte Geisteskrankheit ist; eine unüberwindliche Scheu – ein ‚Phobie‘, wie man auch sagt – vor der Pünktlichkeit: ein Verharren; eine Unfähigkeit, sich noch rechtzeitig loszureißen (831).
in Österreich sind übrigens Leute, die keinerlei staatliche oder städtische Bezüge, Pensionen, Renten oder ähnliches genießen, sehr selten und gelten auch als minderwertig (891).
Die Veränderungen, die der heutige Mensch an seinen Umständen vornimmt, sind fast ausnahmslos Veranstaltungen zweckhafter Art. Sind sie vollzogen, kann eine leichte Depression eintreten: weil man sich etwa zwischen neuen weißen oder gar strahlenden Wänden, und allerlei hinzugekommener Frischlackiertheit und bisher nicht gehabter Bequemlichkeit, als den alten Esel antrifft, der, wäre er eine Kuh, vor der ganzen Pracht stünde, wie eben dieses Tier vor dem bekannten Scheunentore zu stehen pflegt. So indessen bewegt es leicht die langen Ohren (47).

## Nachweise und Anmerkungen
1. ↑  Klappentext der dtv-Ausgabe
2. ↑  Zitiert nach Wolfgang Fleischer: Das verleugnete Leben, Wien 1996, S. 234
3. ↑  Doderer Gesellschaft / Interview mit Wolfgang Fleischer
4. ↑  Laut dtv-Klappentext erst 1940.
5. ↑  A.H. in Harenberg. Das Buch der 1000 Bücher. Hrsg. Joachim Kaiser. Zitiert nach Amazon-Produktbeschreibung http://www.amazon.de/Die-D%C3%A4monen-Chronik-Sektionsrates-Geyrenhoff/dp/3423104767
6. ↑  Vgl. Rezension von Th. Strobl, http://www.sandammeer.at/rezensionen/doderer-daemonen.htm
7. ↑  Zum Umgang der Gemeinde Schattendorf mit seinem Andenken siehe Archivierte Kopie (Memento des Originals vom 4. März 2016 im Internet Archive)  Info: Der Archivlink wurde automatisch eingesetzt und noch nicht geprüft. Bitte prüfe Original- und Archivlink gemäß Anleitung und entferne dann diesen Hinweis..
8. ↑  Kai Luehrs-Kaiser (Hrsg.): „Excentrische Einsätze.“ Studien und Essays zum Werk Heimito von Doderers, Walter de Gruyter, Berlin 1998, ISBN 978-3-11-015198-5, S. 102
9. ↑  http://www.burgenland.at/media/file/429_Schattendorf_1927.pdf@1@2Vorlage:Toter+Link/www.burgenland.at+(Seite+nicht+mehr+abrufbar,+festgestellt+im+April+2018.+Suche+in+Webarchiven) Datei:Pictogram+voting+info.svg Info:+Der+Link+wurde+automatisch+als+defekt+markiert.+Bitte+prüfe+den+Link+gemäß+Anleitung+und+entferne+dann+diesen+Hinweis.